# Saint-André-des-Eaux (Côtes-d’Armor)
Saint-André-des-Eaux település Franciaországban, Côtes-d’Armor megyében. Lakosainak száma 395 fő (2022. január 1.). Saint-André-des-Eaux Calorguen, Évran, Le Quiou és Saint-Juvat községekkel határos.

## Népesség
A település népessége az elmúlt években az alábbi módon változott:
| Lakosok száma | 250  | 219  | 204  | 258  | 278  | 325  | 339  | 372  | 387  | 395  |
|               | 1968 | 1982 | 1990 | 2006 | 2013 | 2015 | 2017 | 2019 | 2020 | 2022 |